# August Christian von Bülow
August Christian Freiherr von Bülow (* 1728; † 24. September 1760 in Stadtbergen) war ein preußischer Major, Generaladjutant des Herzogs Ferdinand von Braunschweig sowie Kommandeur der Légion Britannique und Prälat und Scholastiker des Kapitels in Colberg.

## Leben
Seine Eltern waren der preußische Minister Freiherr Friedrich von Bülow (1698–1738) und dessen Ehefrau Johanna Auguste, geborene von Arnim (1700–1763). Sie war die Tochter von Georg Abraham von Arnim. Der General Friedrich Wilhelm Bülow von Dennewitz war sein Neffe.
Mit der Übernahme des Kommandos über die Alliierte Armee machte der Herzog von Braunschweig Bülow zu seinem Flügeladjutanten. Während der Kämpfe gegen die Franzosen konnte er sich mehrfach auszeichnen, so auch bei den Angriffen gegen Marburg und Butzbach. Er wurde daraufhin Major und Generaladjutant. Bülow errichtete ein Freikorps von ca. 1500 Mann zu Fuß und zu Pferd, das den Namen „Légion Britannique“ erhielt. Im Juli 1758 vertrieb er den französischen Ritte Muy aus Arolsen und am 8. September 1760 konnte er Marburg erobern und die Besatzung gefangen nehmen. Seine Tapferkeit und seine Talente ließen hoffen, dass aus ihm mal ein großer General werden würde, aber Bülow geriet am 13. September 1760 im Gefecht bei Rhadern so schwer verwundet in Gefangenschaft, dass er am 24. September 1760 in Stadtbergen verstarb. Er wurde in Lippstadt begraben.
Zu seinem Gedenken wurde in der Stiftskirche in Lippstadt eine Tafel angebracht.
Der spätere kurfürstlich braunschweigisch-lüneburgischer Generalleutnant Emmerich Otto August von Estorff wurde sein Nachfolger als Kommandeur der Légion Britannique.